# Bengt Pedersen
Bengt Pedersen (* 13. März 1962) ist ein schwedischer Poolbillardspieler. Er wurde 1984 14 und 1 endlos Europameister.

## Karriere
Bei der EM 1984 gelang es Pedersen, im Finale gegen den Deutschen Bruno Ernst 14/1 endlos-Europameister zu werden. Ein Jahr später unterlag er seinem Landsmann Jurgen Karlsson im Finale.
1993 gewann Pedersen seine ersten Medaillen auf der Euro-Tour. Nachdem er bei den Germany Open im Halbfinale ausgeschieden war, gewann er das Finale der Sweden Open gegen seinen Landsmann Bengt Jonasson. Das Finale der Venezia Open verlor er gegen den Deutschen Ralf Souquet. Bei den Swiss Open 1994 schied er im Halbfinale aus.
1996 gewann Pedersen letztmals eine Euro-Tour-Medaille. Im Finale der German Open unterlag er Ralf Souquet.